# Live in Germany
Live in Germany è il dodicesimo EP della band heavy metal/epic metal Manowar. Esso è stato registrato live nel 1999.

## Tracce
1. Kings of Metal
2. Metal Warriors
3. Herz aus Stahl

## Formazione
- Ross the Boss - chitarra
- Joey DeMaio - basso
- Scott Columbus - batteria
- Eric Adams - voce